# Okben Ulubay
Okben Ulubay (Bakırköy, 25 maggio 1996) è un cestista turco.

## Palmarès
- Eurocup: 1

Darüşşafaka: 2017-18